# 在ハイチ中華民国大使館
在ハイチ中華民国大使館（繁体字中国語: 中華民國駐海地大使館、フランス語: Ambassade de la République de Chine (Taïwan) en Haïti、英語: Embassy of the Republic of China (Taiwan) in Haiti）は、ハイチの首都ポルトープランス近郊の都市ペシオンヴィルに中華民国（台湾）が設置している大使館である。

## 歴史

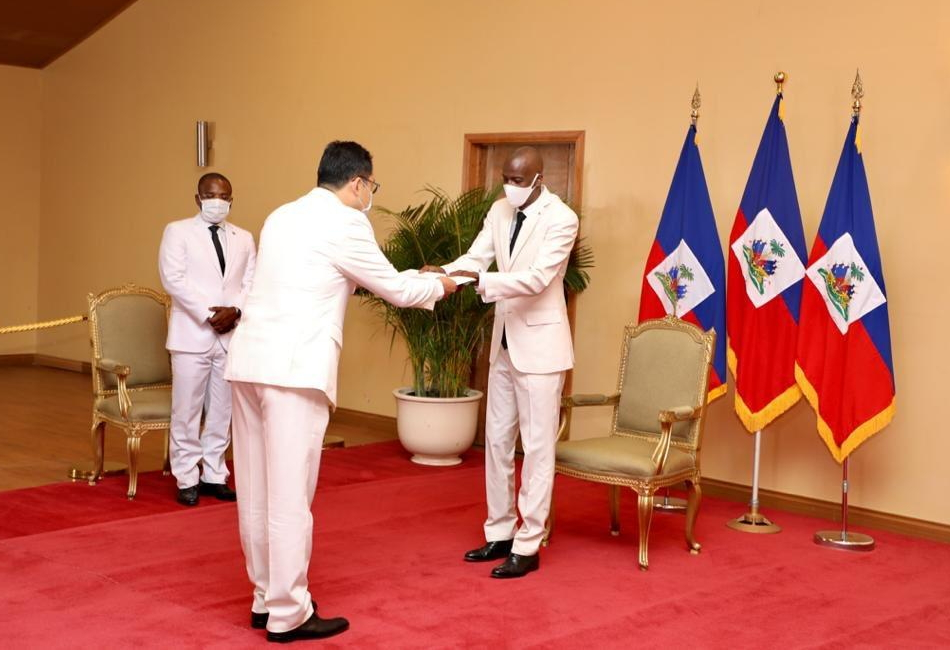
ジョブネル・モイーズ大統領（右）に信任状を捧呈する古文剣大使（2020年8月）

1956年4月25日に両国間の外交関係が樹立され、同年7月2日に在キューバ公使館が在ハイチ公使館の兼轄を開始した。
1960年5月30日にポルトープランスに在ハイチ中華民国公使館が開設された後、1965年9月7日に公使館が昇格する形で在ハイチ中華民国大使館が発足した。
1966年10月5日に初代大使高士銘が着任して以来、半世紀以上にわたって大使館が存続している。
2021年7月8日、ジョブネル・モイーズ大統領暗殺の実行犯と思われる複数の不審者が中華民国大使館の敷地内に潜伏していることが発覚し、同日内にハイチ国家警察が大使館側から立ち入りの許可を得た上で敷地内に踏み込み11名の不法侵入者を逮捕した。

## 住所
22, Rue Lucien Hubert, Morne Calvaire, Pétion-Ville

## 大使
2020年8月11日、古文剣（繁体字中国語: 古文劍）がジョブネル・モイーズ大統領に信任状を捧呈して、爾後、特命全権大使を務めている。